# MHK Slovan Orlová

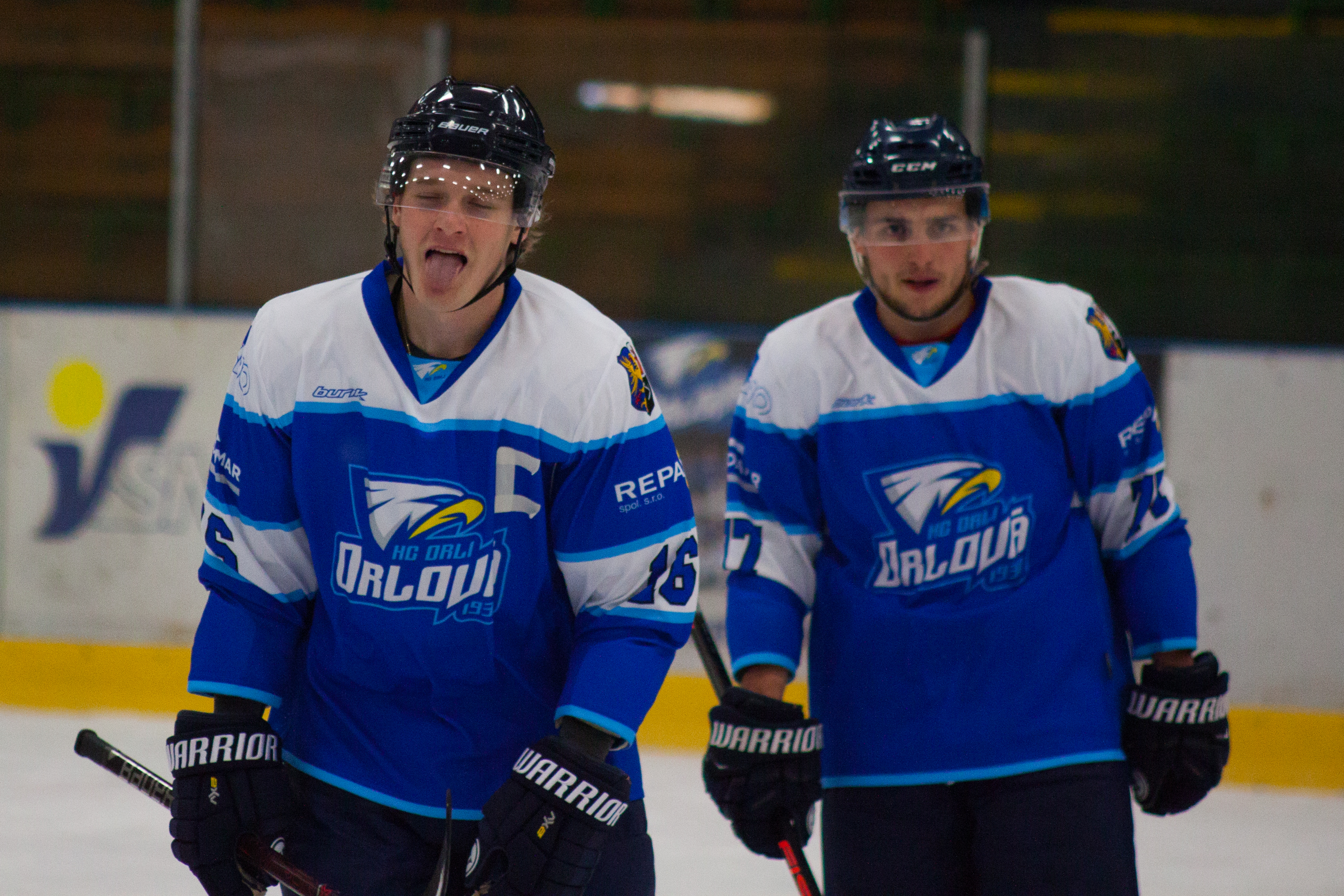
Hráči HC Orlová při zápase proti SKHL Žďár nad Sázavou, 3. listopadu 2018

MHK Slovan Orlová  (celým názvem: Městský Hokejový Klub Slovan Orlová) je český klub ledního hokeje, který sídlí ve městě Orlová v Moravskoslezském kraji. Založen byl v roce 1930 pod názvem SK Orlová. Svůj současný název nese od roku 2014. Od sezóny 2019/20 působí v Moravskoslezské krajské lize, čtvrté české nejvyšší soutěži ledního hokeje. Klubové barvy jsou modrá a bílá.
Své domácí zápasy odehrává na zimním stadionu Orlová s kapacitou 3 000 diváků.

## Historie
První hokejový klub byl v Orlové založen v roce 1930 při místním SK Orlová. Hrávalo se na fotbalovém hřišti, které bylo ohrazeno mantinely a jehož ledová plocha byla vytvořena vodní postřikem.
Zimní stadion vznikl v první polovině 70. let, jednalo se o otevřenou ledovou plochu se zázemím a ochozy pro diváky. V první polovině 80. let proběhla výstavba nových tribun a v letech 1985 a 1986 byl stadion zastřešen. Definitivně byl areál dokončen v roce 1989, kdy byla dostavěna administrativní budova. V roce 2001 byl vypracován návrh na nutnou rekonstrukci stadionu, který se však nepodařilo realizovat. Stadion tak až na malé úpravy nedoznal žádných změn a začíná chátrat. I proto jej mnozí příznivci konkurenčních mužstev s oblibou posměšně nazývají "stodola" nebo také "kravín" kvůli jeho dezolátnímu stavu.
V sezóně 1994/1995 se Orlová probojovala do 2. ligy a v ročníku 2001/2002 tuto soutěž vyhrála a postup do první ligy jí unikl až v následné baráži. Šlo o největší úspěch orlovského hokeje vůbec.
Z hlediska složení "A" mužstva se jedná především o nadbytečné hráče týmů z vyšších soutěží působících v Moravskoslezském kraji, zkušené hráče s extraligovými zkušenostmi, kteří si chtějí ještě o pár let prodloužit svou hokejovou kariéru a také odchovance orlovského hokeje.
Pro sezónu 2010/2011 se podařilo sehnat kvalitního hlavního sponzora Plus Oil a výrazně tak vylepšit rozpočet klubu a tím i jeho ambice. Tým byl posílen o zkušené borce. Přišel olympijský vítěz z Nagana David Moravec, mistr Slovenska 2003 a Polska 2004 Miroslav Javín či hráči s extraligovými zkušenostmi Filip Štefanka, Marek Ivan a David Mikšan. Naopak hned pětice hráčů se stěhovala ke znovuzrozenému konkurentovi AZ Havířov (Prokop, Vydra, Potočný, Najdek a Stránský). Vyhrát ligu a následně postoupit do vyšší soutěže se však přes velká očekávání Orlové nepodařilo, když byla ve finále východní skupiny poražena 3:0 na zápasy celosezónně dominantním Šumperkem, který v základní části zaznamenal pouhých 5 porážek (z toho 2 od Orlové).
18. června 2011 klub podal prohlášení, že HC Plus Oil se přestěhuje do sousední Karviné z důvodu neshod s městem. Dle města bylo příčinou přání hlavního sponzora klubu. Orlovský mužský tým byl přihlášen v sezóně 2011/2012 do Krajské ligy mužů, kde se jim hned v prvním roce podařilo dosáhnout mistrovského titulu. V následné kvalifikaci o baráž neuspěl s týmem z Moravských Budějovic, vítězem Krajské ligy JM kraje. V sezóně 2012/2013 tým obhájil prvenství v soutěži, ale opět neuspěl ve snaze postoupit, to když prohrál v baráži nad posledním týmem 2. ligy sk. východ HC Bobři Valašské Meziříčí 1:2 na zápasy.
9. srpna 2013 rozhodl český svaz ledního hokeje přidělit druholigovou licenci zpět Orlové po vyřazení klubu HC Baník Karviná z finančních důvodů. Orlovský klub se po dvou letech vrátil zpět do druhé ligy. Po sezóně se však klub ze druhé ligy odhlásil a přihlásil se zpět do Krajské ligy.
V roce 2018 se Orlové podařilo postoupit do finále ve kterém narazila na HC Studénka se kterým, prohrála 1:3 na zápasy, přesto postoupila do 2. ligy – sk. Východ, protože Studénka prodala licenci.
V červnu 2022 se klub sloučil s klubem MSK Orlová a přejmenovalo se na MHK Slovan Orlová.

## Historické názvy
Zdroj:
- 1930 – SK Orlová (Sportovní klub Orlová)
- 1953 – DSO Slovan Orlová (Dobrovolná sportovní organizace Slovan Orlová)
- 1956 – TJ Baník Žofie Orlová (Tělovýchovná jednota Baník Žofie Orlová)
- 1957 – TJ Slovan Orlová (Tělovýchovná jednota Slovan Orlová)
- 1985 – TJ Důl Doubrava Orlová (Tělovýchovná jednota Důl Doubrava Orlová)
- 1993 – HC Orlová (Hockey Club Orlová)
- 2010 – HC Plus Oil Orlová (Hockey Club Plus Oil Orlová)
- 2011 – HC Orlová (Hockey Club Orlová)
- 2014 – HC Orli Orlová 1930 (Hockey Club Orli Orlová 1930)
- 2022 – MHK Slovan Orlová (Městský Hokejový Klub Slovan Orlová)

## Přehled ligové účasti
Stručný přehled
Zdroj:
- 1976–1977: Severomoravský krajský přebor (5. ligová úroveň v Československu)
- 1977–1979: Severomoravský krajský přebor (4. ligová úroveň v Československu)
- 1979–1983: Severomoravský krajský přebor (3. ligová úroveň v Československu)
- 1983–1993: Severomoravský krajský přebor (4. ligová úroveň v Československu)
- 1993–1995: Severomoravský krajský přebor (4. ligová úroveň v České republice)
- 1995–2011: 2. liga – sk. Východ (3. ligová úroveň v České republice)
- 2011–2013: Moravskoslezská krajská liga (4. ligová úroveň v České republice)
- 2013–2014: 2. liga – sk. Východ (3. ligová úroveň v České republice)
- 2014–2018: Moravskoslezská krajská liga (4. ligová úroveň v České republice)
- 2018–2019: 2. liga – sk. Východ (3. ligová úroveň v České republice)
- 2019–: Moravskoslezská krajská liga (4. ligová úroveň v České republice)

Jednotlivé ročníky
Zdroj:
Legenda: ZČ - základní část, červené podbarvení - sestup, zelené podbarvení - postup, fialové podbarvení - reorganizace, změna skupiny či soutěže
| Československo (1976 – 1993) |                               |           |           |                                                          |                           |
| Sezóny                       | Soutěž                        | Úroveň    | ZČ        | Play-off, nadstavba, sk. o udržení...                    | Poznámky                  |
| 1976/77                      | Severomoravský krajský přebor | 5. úroveň | 5. místo  |                                                          | Reorganizace              |
| 1977/78                      | Severomoravský krajský přebor | 4. úroveň | 1. místo  | Kvalifikace o 2. ligu (prohra s TJ Spartak Tesla Opočno) |                           |
| 1978/79                      | Severomoravský krajský přebor | 4. úroveň | 1. místo  |                                                          | Reorganizace              |
| 1979/80                      | Severomoravský krajský přebor | 3. úroveň | 5. místo  |                                                          |                           |
| 1980/81                      | Severomoravský krajský přebor | 3. úroveň | 8. místo  |                                                          |                           |
| 1981/82                      | Severomoravský krajský přebor | 3. úroveň | 10. místo |                                                          |                           |
| 1982/83                      | Severomoravský krajský přebor | 3. úroveň | 6. místo  |                                                          | Reorganizace              |
| 1983/84                      | Severomoravský krajský přebor | 4. úroveň | 5. místo  |                                                          |                           |
| 1984/85                      | Severomoravský krajský přebor | 4. úroveň | 5. místo  |                                                          |                           |
| 1985/86                      | Severomoravský krajský přebor | 4. úroveň | 2. místo  |                                                          |                           |
| 1986/87                      | Severomoravský krajský přebor | 4. úroveň | 5. místo  |                                                          |                           |
| 1987/88                      | Severomoravský krajský přebor | 4. úroveň | 2. místo  |                                                          |                           |
| 1988/89                      | Severomoravský krajský přebor | 4. úroveň | 1. místo  | Kvalifikace o 2. ligu – sk. C (2. místo)                 |                           |
| 1989/90                      | Severomoravský krajský přebor | 4. úroveň |           |                                                          |                           |
| 1990/91                      | Severomoravský krajský přebor | 4. úroveň |           |                                                          |                           |
| 1991/92                      | Severomoravský krajský přebor | 4. úroveň |           |                                                          |                           |
| 1992/93                      | Severomoravský krajský přebor | 4. úroveň | 7. místo  |                                                          |                           |
| Česko (1993 – )              |                               |           |           |                                                          |                           |
| Sezóny                       | Soutěž                        | Úroveň    | ZČ        | Play-off, nadstavba, sk. o udržení...                    | Poznámky                  |
| 1993/94                      | Severomoravský krajský přebor | 4. úroveň | 3. místo  |                                                          |                           |
| 1994/95                      | Severomoravský krajský přebor | 4. úroveň | 1. místo  | Baráž o 2. ligu (výhra)                                  | Postup                    |
| 1995/96                      | 2. liga – sk. Východ          | 3. úroveň | 13. místo | Ne                                                       |                           |
| 1996/97                      | 2. liga – sk. Východ          | 3. úroveň | 6. místo  | Ne                                                       |                           |
| 1997/98                      | 2. liga – sk. Východ          | 3. úroveň | 4. místo  | Čtvrtfinále                                              |                           |
| 1998/99                      | 2. liga – sk. Východ          | 3. úroveň | 12. místo | Ne                                                       | sk. o udr.                |
| 1999/00                      | 2. liga – sk. Východ          | 3. úroveň | 3. místo  | Čtvrtfinále                                              |                           |
| 2000/01                      | 2. liga – sk. Východ          | 3. úroveň | 3. místo  | Čtvrtfinále                                              |                           |
| 2001/02                      | 2. liga – sk. Východ          | 3. úroveň | 1. místo  | Vítěz                                                    | Baráž                     |
| 2002/03                      | 2. liga – sk. Východ          | 3. úroveň | 2. místo  | Čtvrtfinále                                              |                           |
| 2003/04                      | 2. liga – sk. Východ          | 3. úroveň | 8. místo  | Čtvrtfinále                                              |                           |
| 2004/05                      | 2. liga – sk. Východ          | 3. úroveň | 3. místo  | Semifinále                                               |                           |
| 2005/06                      | 2. liga – sk. Východ          | 3. úroveň | 4. místo  | Semifinále                                               |                           |
| 2006/07                      | 2. liga – sk. Východ          | 3. úroveň | 6. místo  | Čtvrtfinále                                              |                           |
| 2007/08                      | 2. liga – sk. Východ          | 3. úroveň | 9. místo  |                                                          |                           |
| 2008/09                      | 2. liga – sk. Východ          | 3. úroveň | 4. místo  | Finále                                                   |                           |
| 2009/10                      | 2. liga – sk. Východ          | 3. úroveň | 4. místo  | Semifinále                                               |                           |
| 2010/11                      | 2. liga – sk. Východ          | 3. úroveň | 3. místo  | Finále                                                   | Prodej licence do Karviné |
| 2011/12                      | Moravskoslezská krajská liga  | 4. úroveň | 1. místo  | Vítěz                                                    | Kvalifikace               |
| 2012/13                      | Moravskoslezská krajská liga  | 4. úroveň | 1. místo  | Baráž o 2. ligu (prohra)                                 | Administrativní postup    |
| 2013/14                      | 2. liga – sk. Východ          | 3. úroveň | 10. místo | Ne                                                       | Odstoupení ze soutěže     |
| 2014/15                      | Moravskoslezská krajská liga  | 4. úroveň | 2. místo  |                                                          |                           |
| 2015/16                      | Moravskoslezská krajská liga  | 4. úroveň | 1. místo  |                                                          | Kvalifikace               |
| 2016/17                      | Moravskoslezská krajská liga  | 4. úroveň | 1. místo  | Vítěz; kvalifikace o 2. ligu – sk. C (1. místo)          | Odmítnutí postupu         |
| 2017/18                      | Moravskoslezská krajská liga  | 4. úroveň | 1. místo  | Finále                                                   | Koupě licence od Studénky |
| 2018/19                      | 2. liga – sk. Východ          | 3. úroveň | 7. místo  | Ne                                                       | Odstoupení ze soutěže     |
| 2019/20                      | Moravskoslezská krajská liga  | 4. úroveň | 8. místo  | Čtvrtfinále                                              |                           |
| 2020/21                      | Moravskoslezská krajská liga  | 4. úroveň | N         |                                                          | Zrušeno                   |
| 2021/22                      | Moravskoslezská krajská liga  | 4. úroveň | 2. místo  | Semifinále                                               |                           |
| 2022/23                      | Moravskoslezská krajská liga  | 4. úroveň | 1. místo  | Vítěz                                                    | Kvalifikace               |
| 2023/24                      | Moravskoslezská krajská liga  | 4. úroveň | 1. místo  | Vítěz                                                    | Odmítnutí postupu         |
| 2024/25                      | Moravskoslezská krajská liga  | 4. úroveň | 5. místo  | Vítěz                                                    | Kvalifikace               |

## Galerie

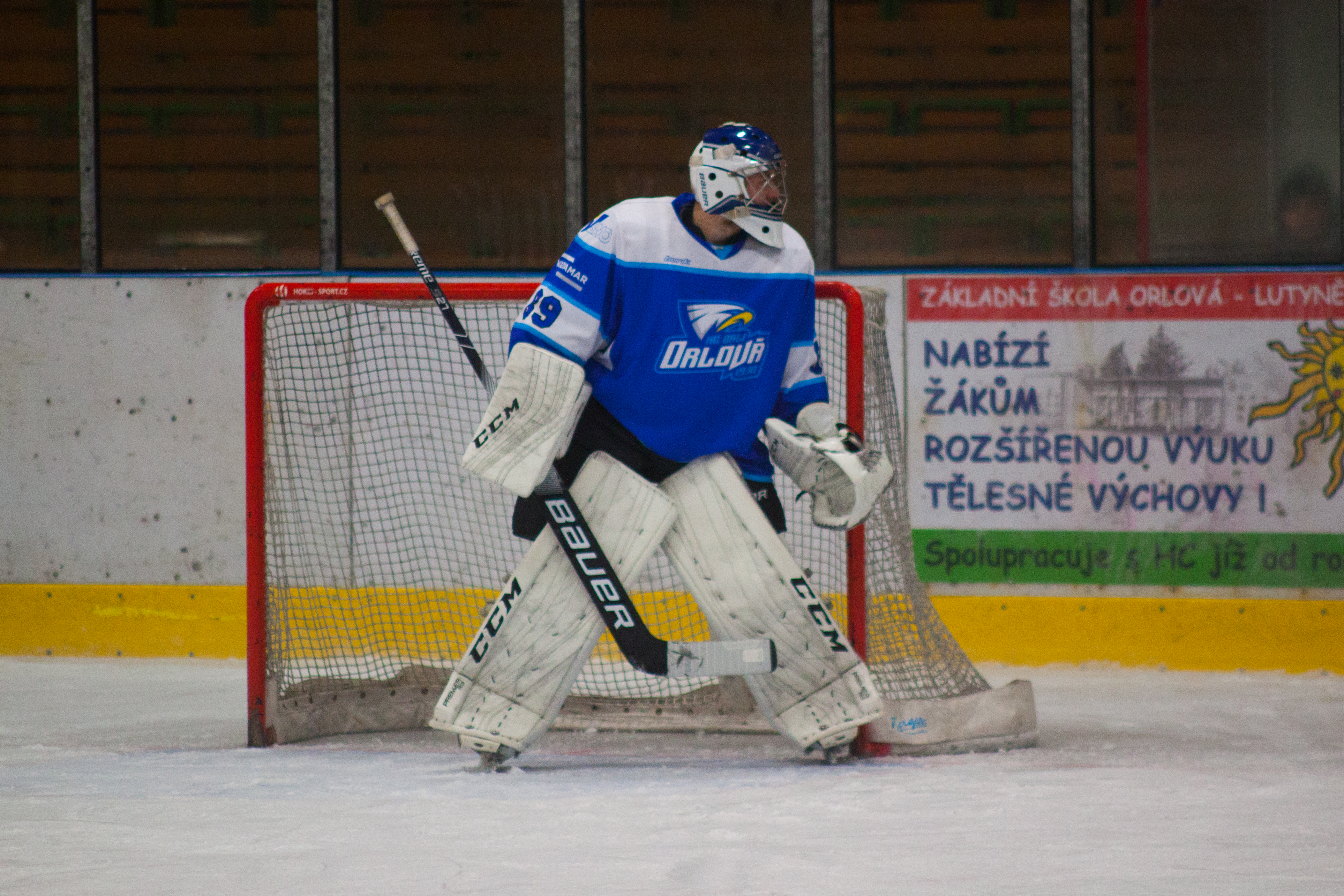
Brankář HC Orlová
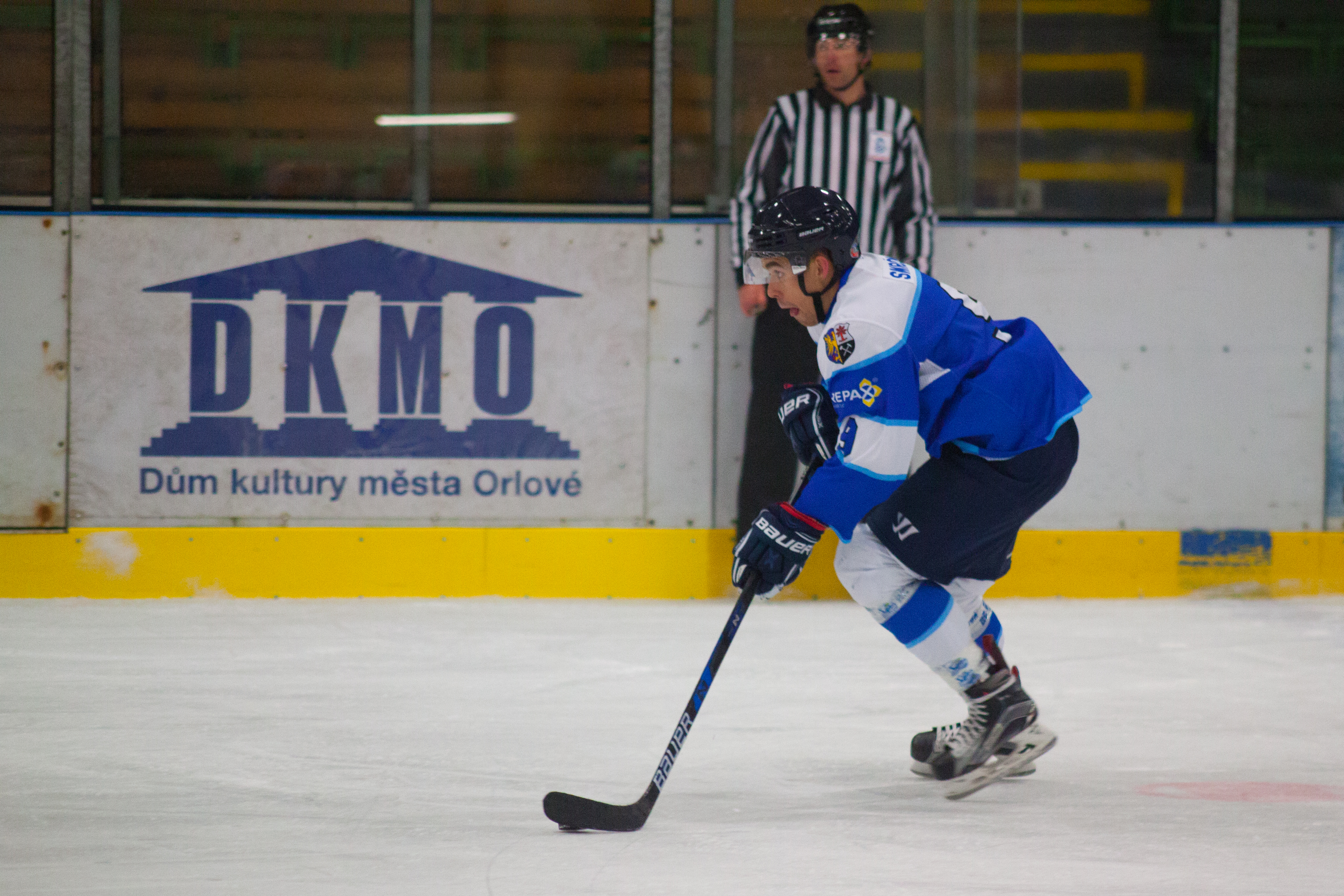
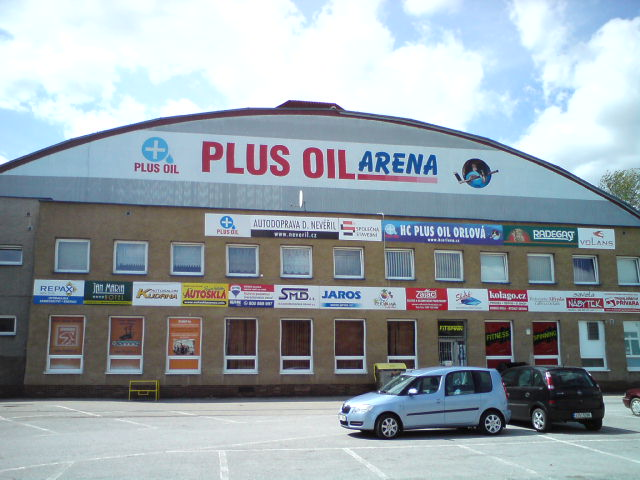
Zimní stadion Orlová zvenčí